# Barbara Schlick
Barbara Schlick (ur. 21 lipca 1943 w Würzburgu) – niemiecka sopranistka, szczególnie ceniona jako wykonawczyni muzyki barokowej.

## Kariera
Studiowała śpiew pod kierunkiem Henrietty Klink-Schneider w Würzburgu i pod kierunkiem Hilde Wesselmann w Essen. Później kontynuowała naukę u Rudolfa Piernaya i Giseli Rohmert. Począwszy od 1966 roku, zaczęła pojawiać się na scenach Europy jako solistka z zespołem Adolfa Scherbauma. Po raz pierwszy pojawiła się w Ameryce Północnej w trasie z Paulem Kuentzem i jego orkiestrą kameralną. Od tego czasu pojawiła się już w największych salach koncertowych i festiwalach muzycznych w całej Europie, Izraelu, Japonii, Kanadzie, USA i Rosji, śpiewała pod batutą Fransa Brüggena, Williama Christiego, Michela Corboza, Reinharda Goebla, Philippe'a Herreweghe, René Jacobsa, Sigiswalda Kuijkena i Karla-Friedricha Beringera. Wzięła udział w projekcie Tona Koopmana i Amsterdam Baroque Orchestra & Choir, który obejmuje nagranie wszystkich dzieł wokalnych Jana Sebastiana Bacha. Choć w większości skupia się na repertuarze koncertowym, wystąpiła w kilku operach barokowych. Schlick podejmuje dokonuje licznych nagrań oraz występuje w radiu i telewizji.